# Carl Froch
 Carl Froch (Nottingham, 1977. július 2.) brit ökölvívó.

## Amatőr eredményei
- 2001-ben bronzérmes a világbajnokságon középsúlyban.

Az első brit ökölvívó, aki érmet nyert egy amatőr világbajnokságon.

## Profi karrierje
2004. március 12-én megszerezte a Brit Nemzetközösség nagyközépsúlyú bajnoki címét, amit nyolcszor védett meg. 
- 2008. december 6-án a kanadai Jean Pascal legyőzésével szerezte meg a WBC világbajnoki övet.
- 2009. április 25-én legyőzte a korábbi középsúlyú világbajnok Jermain Taylort. Az előzetesen esélyesebbnek tartott és pontozással vezető amerikai a 12. menet végén szenvedett kiütéses vereséget.
- 2010. április 24-én a nagyközépsúlyú Super Hatos torna keretein belül kikapott Mikkel Kesslertől, így elveszítette az övét és a veretlenségét is. Később Kessler visszalépése miatt betöltetlenné váló címért a német Arthur Abrahammal vívott meg 2010. november 27-én. Győzelmével ismét ő a WBC nagyközépsúlyú világbajnoka.

27 mérkőzés nyert meg, (20-at idő előtt); 1-et vesztett el.